# Zeven heerlijkheden (Haarlem)

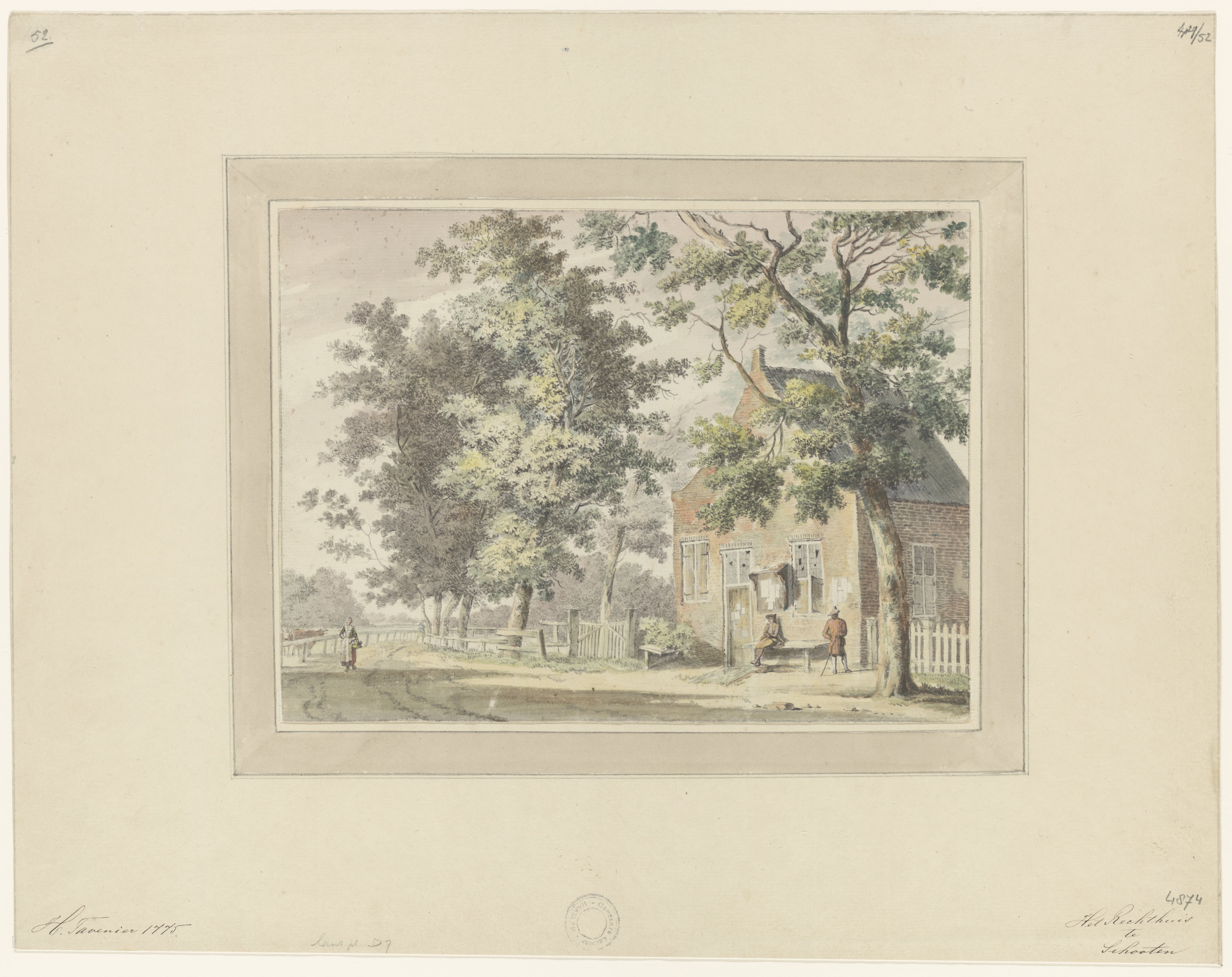
Rechthuis te Schoten in 1775 door Hendrik Tavenier (1734-1807)

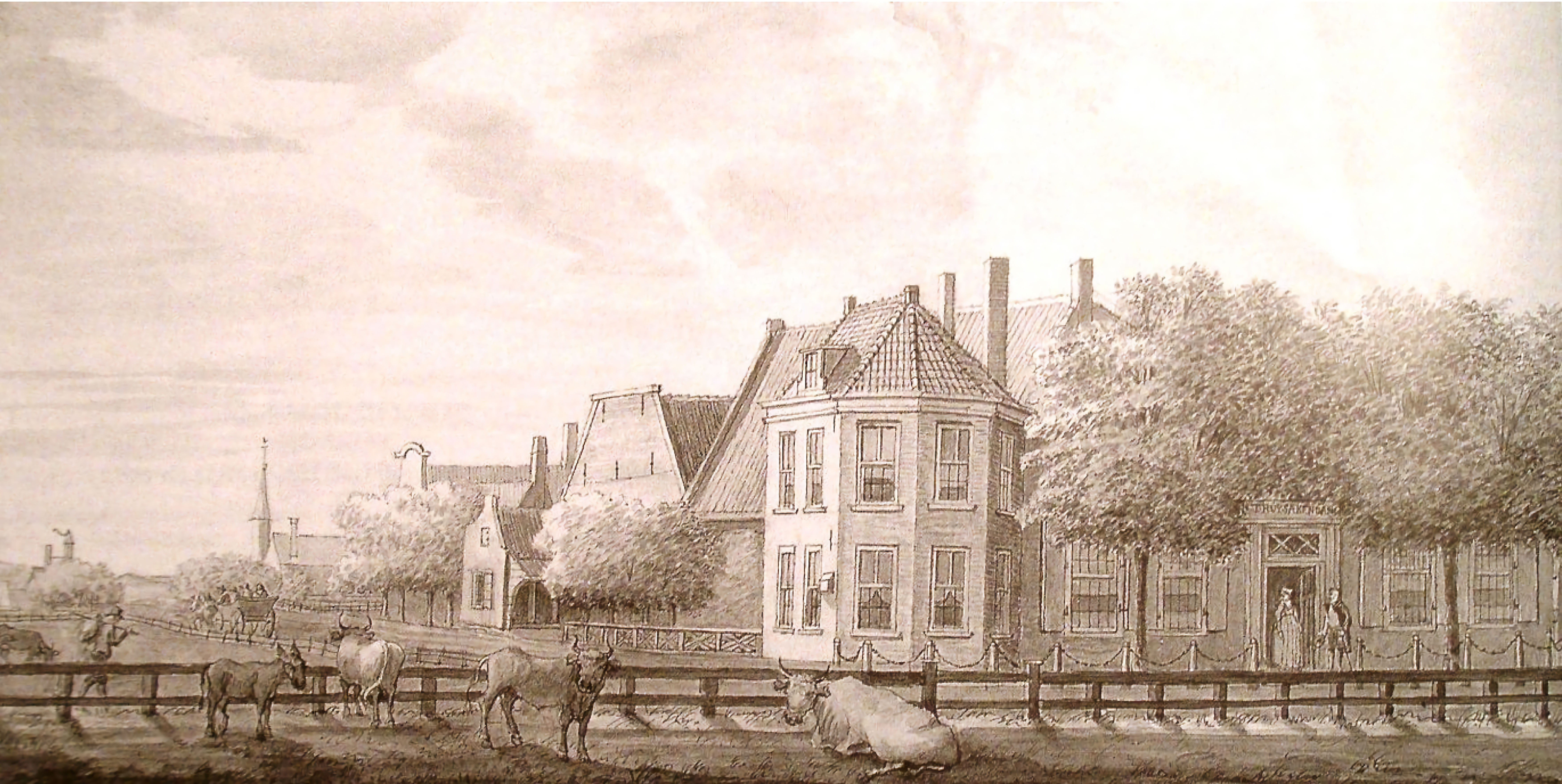
Het Huis Akendam in 1812 door Jan Pannebakker (1755-1817/1837)

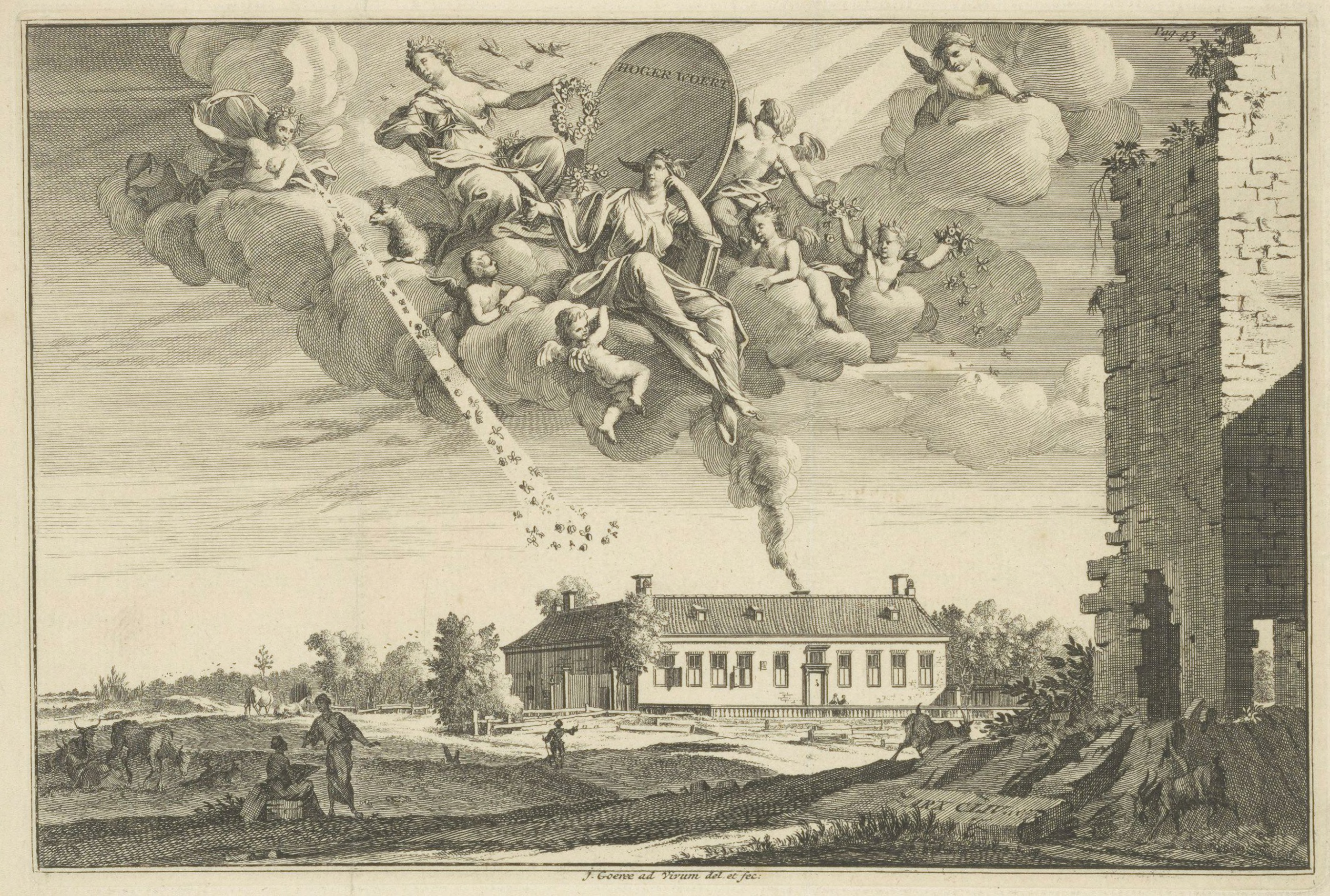
’Gezicht op buitenplaats Hogerwoerd’ in 1710 door Jan Goeree (1670-1731)

Met de zeven heerlijkheden worden de zeven ambachtsheerlijkheden bedoeld waaruit omstreeks 1798 de gemeente Schoten en Gehuchten, en nog later Schoten is ontstaan. Dit waren de heerlijkheden Zuid-Akendam, Hoogerwoerd, Schoterbosch, Zaanen, Schoten, Schotervlieland en Noord-Akendam, gelegen ten noorden van de Nederlandse stad Haarlem.

## Geschiedenis
Het gebied behoorde tot 1699 grotendeels tot het baljuwschap van Brederode. Na het overlijden van Wolfert van Brederode verviel dit gebied in 1699 aan de grafelijkheid van Holland. Daarna werden de meeste van de zeven heerlijkheden particulier verkocht. Gaandeweg wist de stad Haarlem vijf van de zeven heerlijkheden in het bezit te krijgen. In 1798 – ten tijde van de Bataafse Republiek – werden de heerlijkheden afgeschaft bij de Staatsregeling voor het Bataafsche Volk. De zeven voormalige heerlijkheden werden vanaf die tijd onderdeel van de gemeente 'Schoten en Gehuchten' en later de gemeente Schoten. In 1927 werd Schoten deel van de gemeente Haarlem.

## De zeven heerlijkheden
- Noord- en Zuid-Akendam waren twee afzonderlijke heerlijkheden. Zuid-Akendam lag in het zuiden en grensde aan de noordzijde van Haarlem; Noord-Akendam lag in het noorden en grensde aan de zuidzijde van de heerlijkheid Velzen. In 1395 werd Akendam genoemd toen hertog Albrecht Akendam in leen gaf aan Simon van Zaanen; daarvoor was ene Willem van Schoten de ambachtsheer. In 1396 was Willem van Herwijenen de volgende bezitter. Hoewel het twee afzonderlijke ambachtsheerlijkheden betreft was er sprake van één rechthuis, dat dienst deed voor zowel Noord- als Zuid-Akendam. Dit huis bevond zich in Zuid-Akendam. Dit huis diende tevens als herberg en werd het Huis Akendam genoemd. In het begin van de 19e eeuw kwam het huis in het bezit van de tuinarchitect J.D. Zocher. Hij verkocht het huis met de grond in 1828 aan de gemeente Haarlem. Op die plek zou Haarlem de Begraafplaats Kleverlaan aan laten leggen.
- Hoogerwoerd werd in 1336 door Jan van Persijn in eeuwige erfpacht uitgegeven. Die eeuwigheid duurde tot 1497 toen er sprake was van afkoop van deze erfpacht. In de 16e eeuw was de heerlijkheid in het bezit van de reguliere kanunniken van het 'Convent onser Lieven Vrouwe Visitatie buyten de Sint Janspoorte'. Na de hervorming werden deze bezittingen verbeurd verklaard en werd de stad Haarlem de eigenaar van de heerlijkheid. Hogerwoerd viel wat de rechtspraak betreft onder Schoterbosch, maar bezat wel zelf een rechthuis, dat in 1801 is afgebroken.
- Over de heerlijkheid Schoterbosch zijn er slechts summiere gegevens bekend. Er zou een kasteel hebben gestaan van Koen van Oosterwijk. Na het overlijden van de laatste heer van Schoterbosch uit de familie Overrhijn kwam ook deze heerlijkheid in 1687 in het bezit van de stad Haarlem.[3]
- De heerlijkheid Zaanen bestond al voor 1296. Willem van Zaanen was een van de samenzweerders tegen graaf Floris V, en dat kwam hem duur te staan: zijn kasteel werd verwoest en de heerlijkheid kwam in andere handen. Toch zou een eeuw later weer een lid van het geslacht Van Zaanen de heerlijkheid in leen krijgen. Een van de bijzondere rechten van deze heerlijkheid was dat misdadigers uit de omstreken hier drie dagen bescherming konden krijgen. Net als bij Hoogerwoerd werd de rechtspraak geregeld in Schoterbosch. Daarna is de heerlijkheid in het bezit geweest van diverse eigenaren. Zo hadden leden van het geslacht Van der Duyn de heerlijkheid van circa 1550 tot circa 1700 in hun bezit. Over de verdere eigendomsgeschiedenis is niets geregistreerd.[4]
- De heerlijkheid Schoten werd voor het eerst vermeld in 1545. De heerlijkheid behoorde tot het baljuwschap van Brederode. Tijdens de periode van de beeldenstorm genoten de kerken in het gebied van de Brederodes bescherming van Hendrik van Brederode. Na de dood van de laatste heer van Brederode, die kinderloos stierf, verviel de heerlijkheid aan de grafelijkheid van Holland. Op 19 maart 1723 werd de heerlijkheid Schoten, samen met nog enkele andere heerlijkheden, voor 9600 gulden verkocht aan de Amsterdamse koopman Paulus Loot.
- De heerlijkheid Schotervlieland werd voor het eerst genoemd in 1414. Al vóór 1316 was er sprake van het Huis te Schoten van de broers Jan Barthoud van Schoten en Dirk Barthoud. Het huis en de heerlijkheid raakten gescheiden toen Barthout van Assendelft in 1414 de heerlijkheid in leen ontving. In 1470 kwam het leen in handen van Gerrit van Berkenrode. Leden van deze familie zouden tot 1640 ambachtsheer van Schotervlieland zijn. Daarna werd de heerlijkheid verkocht door de Staten van Holland aan Filips van der Giessen. Wat rechtspraak betreft viel Schotervlieland onder Schoten, wel had de heerlijkheid een eigen schout.

Stad: Haarlem · Wijken en buurten in Haarlem    
Dorpen: Spaarndam-West · Schalkwijk     
Buurtschap: Zuid-Schalkwijk · Vijfhuizen
Voormalige plaatsen: Schoten (gemeente) · De zeven heerlijkheden: Zuid-Akendam · Hogerwoerd · Schoterbosch · Zaanen · Schoten · Schotervlieland · Noord-Akendam
Noord-Holland: Steden en dorpen      Nederland: Provincies · Gemeenten